# St. Bartholomäus (Weipoltshausen)

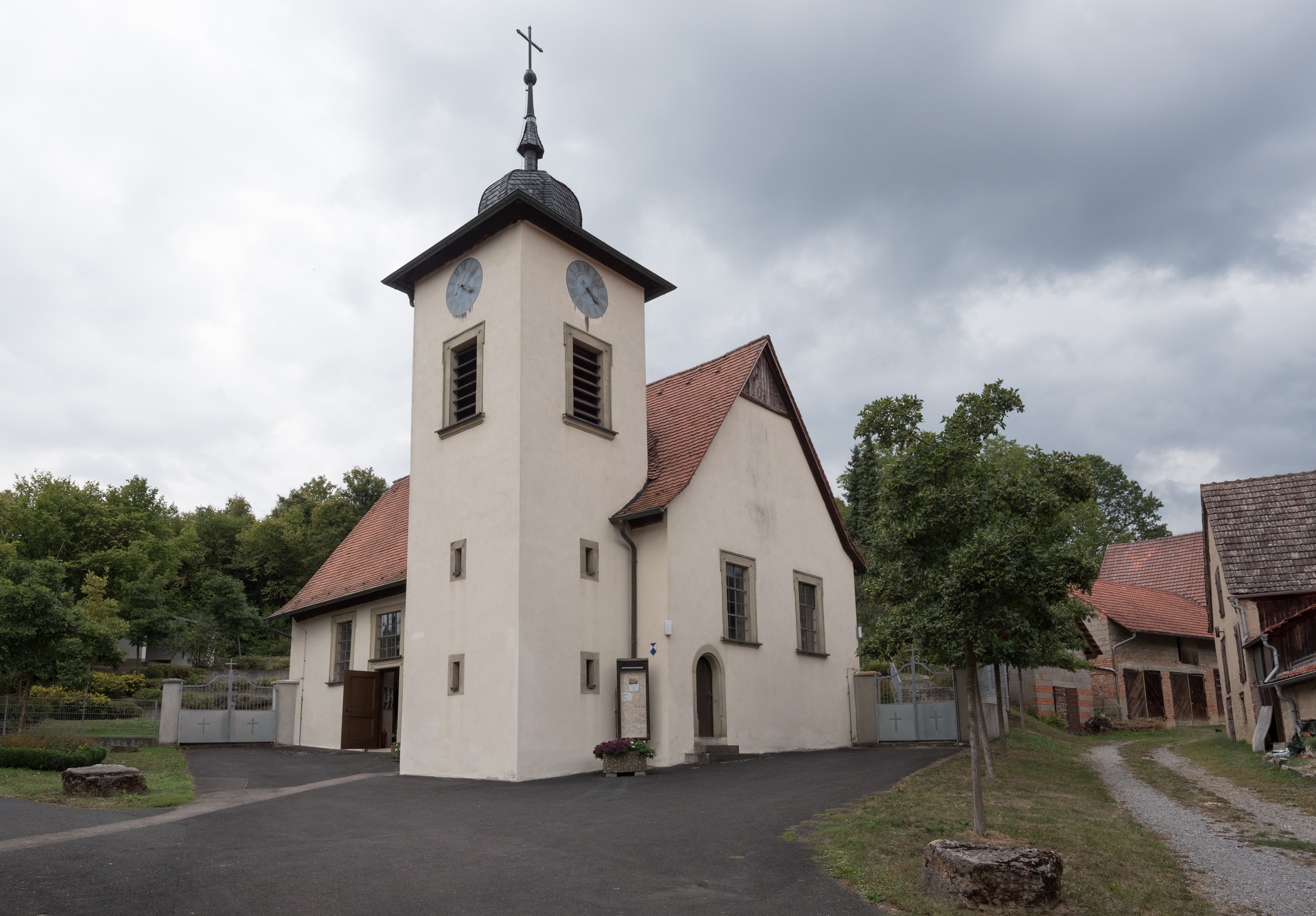
St. Bartholomäus (Weipoltshausen)

Die denkmalgeschützte, evangelisch-lutherische Pfarrkirche St. Bartholomäus steht in Weipoltshausen, einem Gemeindeteil der Gemeinde Üchtelhausen im Landkreis Schweinfurt (Unterfranken, Bayern). Die Kirche ist unter der Denkmalnummer D-6-78-186-36 als Baudenkmal in der Bayerischen Denkmalliste eingetragen. Die Kirchengemeinde gehört zum Dekanat Schweinfurt im Kirchenkreis Ansbach-Würzburg der Evangelisch-Lutherischen Kirche in Bayern.

## Beschreibung
Die Saalkirche wurde im Kern 1584 erbaut und 1696 umgebaut. Sie besteht aus einem mit einem Satteldach bedeckten Langhaus, in das 1927 an der Südostecke der mit einer schiefergedeckten Zwiebelhaube bedeckte Kirchturm eingestellt wurde, der neben dem Glockenstuhl auch die Turmuhr beherbergt. Der Innenraum, der mit einer Holzbalkendecke überspannt ist, hat an zwei Seiten Emporen, deren Brüstungen mit den Wappen von Schweinfurter Bürgern bemalt sind. Die Orgel auf der Empore wurde 1701 gebaut. Die Kirchenausstattung, dazu gehören der Altar, die Kanzel und das Taufbecken, stammt aus der Zeit der Renaissance.